# 흥수궁주
흥수궁주(興壽宮主, ? ~ 1123년)는 고려의 왕족이다. 숙종과 명의왕후의 차녀이다. 흥수공주(興壽公主)라고도 한다.

## 생애

### 가계
고려의 제15대 왕 숙종과 명의왕후의 차녀로, 언제 태어났는지는 분명하지 않다. 성은 왕, 본관은 개성이다. 예종 등과는 친남매간이며, 순종과 선종 등의 친조카이다.
흥수궁주의 모후 명의왕후는 문하시중을 지낸 정주 유씨 유홍의 딸이다. 당시 왕비들이 대개 인천 이씨 출신이던 때에 태조의 신혜왕후, 정덕왕후에 이어 오랜만에 탄생한 정주(지금의 경기도 개풍군) 출신의 왕비이다.

### 공주 시절
1102년(숙종 8년) 정식으로 공주에 책봉되었고, 이후 종실 승화백 왕정과 혼인하였다. 이후 1105년(예종 즉위년) 음력 10월 30일 자매들과 함께 궁전을 하사받았는데, 흥수궁주는 숭덕궁을 받았다.
한편 흥수궁주는 1111년(예종 6년) 아들을 낳았으며, 이때 예종은 승선 김고를 보내어 예물을 하사하였다. 이후 12년 후인 1123년(인종 원년)에 사망하였다. 호는 흥수궁주(興壽宮主) 또는 흥수공주(興壽公主)이다.

## 가족 관계
흥수궁주는 종실 승화백과 혼인하였다. 승화백은 현종의 아들 평양공 왕기의 손자로, 흥수궁주와는 6촌 남매 관계이다. 또 승화백의 어머니는 문종의 딸이자 흥수궁주의 고모인 보령궁주로, 승화백은 흥수궁주에게 고종 사촌이 되기도 한다. 따라서 이 둘의 혼인은 근친혼의 한 사례이다.
승화백은 흥수궁주와 혼인 후 감교사공 수사공 승화백으로 특진되었다. 그리고 이 때 식읍 2,000호와 식실 300호를 함께 받았으며, 찬화공신의 호도 내려졌다. 승화백은 흥수궁주가 사망하고 7년이 지난 1130년(인종 8년)에 죽었다.
흥수궁주와 승화백은 두 아들을 두었다. 장남의 이름은 왕재이며, 검교우복야 수사공에 봉해지고 1164년(의종 18년)에 사망했다. 차남의 이름은 왕기이다. 왕기는 흥수궁주의 조카이자 예종의 딸 승덕공주와 혼인하였다. 훗날 한남백(漢南伯)에 봉해졌다.
- 조부 : 고려 제11대 문종(文宗, 1019년~1083년, 재위:1046년~1083년)
- 조모 : 인예왕후(仁睿王后, ?~1092년)
  - 백부 : 고려 제12대 순종(順宗, 1047년~1083년, 재위:1083년)
  - 백부 : 고려 제13대 선종(宣宗, 1049년~1094년, 재위:1083년~1094년)
    - 사촌 : 고려 제14대 헌종(獻宗, 1084년~1097년, 재위:1094년~1095년)

  - 아버지 : 고려 제15대 숙종(肅宗, 1054년~1105년, 재위:1095년~1105년)
- 외조부 : 유홍(柳洪, ?~1091년)
  - 어머니 : 명의왕후(明懿王后, ?~1112년)
    - 남매 : 고려 제16대 예종(睿宗, 1079년~1122년, 재위:1105년~1122년)
      - 조카 : 고려 제17대 인종(仁宗, 1109년~1146년, 재위:1122년~1146년)

    - 남매 : 상당후 왕필(上黨侯 王佖, ?~1099년)
    - 남매 : 원명국사 징엄(圓明國師 澄儼, 1090년~1141년)
    - 남매 : 대방공 왕보(帶方公 王俌, ?~1128년)
    - 남매 : 대원공 왕효(大原公 王侾, ? ~ 1170년)
    - 남매 : 제안공 왕서(齊安公 王偦, ? ~ 1131년)
    - 남매 : 통의후 왕교(通義侯 王僑, 1097년~1119년)
    - 언니 : 대령궁주(大寧宮主, ?~1114년)
    - 동생 : 안수궁주(安壽宮主, 생몰년 미상)
    - 동생 : 복녕궁주(福寧宮主, 1096년~1133년)

  - 시아버지, 고모부 : 낙랑공 왕영(樂浪公 王瑛, 1043년~1112년)
  - 시어머니, 고모 : 보령궁주(保寧宮主, ?~1113년)
    - 남편 : 승화백 왕정(承化伯 王禎, ?~1130년)
      - 장남 : 왕재 (王梓, ?~1164년)
      - 차남 : 한남백 왕기(漢南伯 王杞, 생몰년 미상)